# François Derand
François Derand, né le 2 février 1591[réf. nécessaire] à Vic-sur-Seille (France) et décédé le 29 octobre 1644 à Agde (France) est un prêtre jésuite et architecte français du XVIIe siècle.

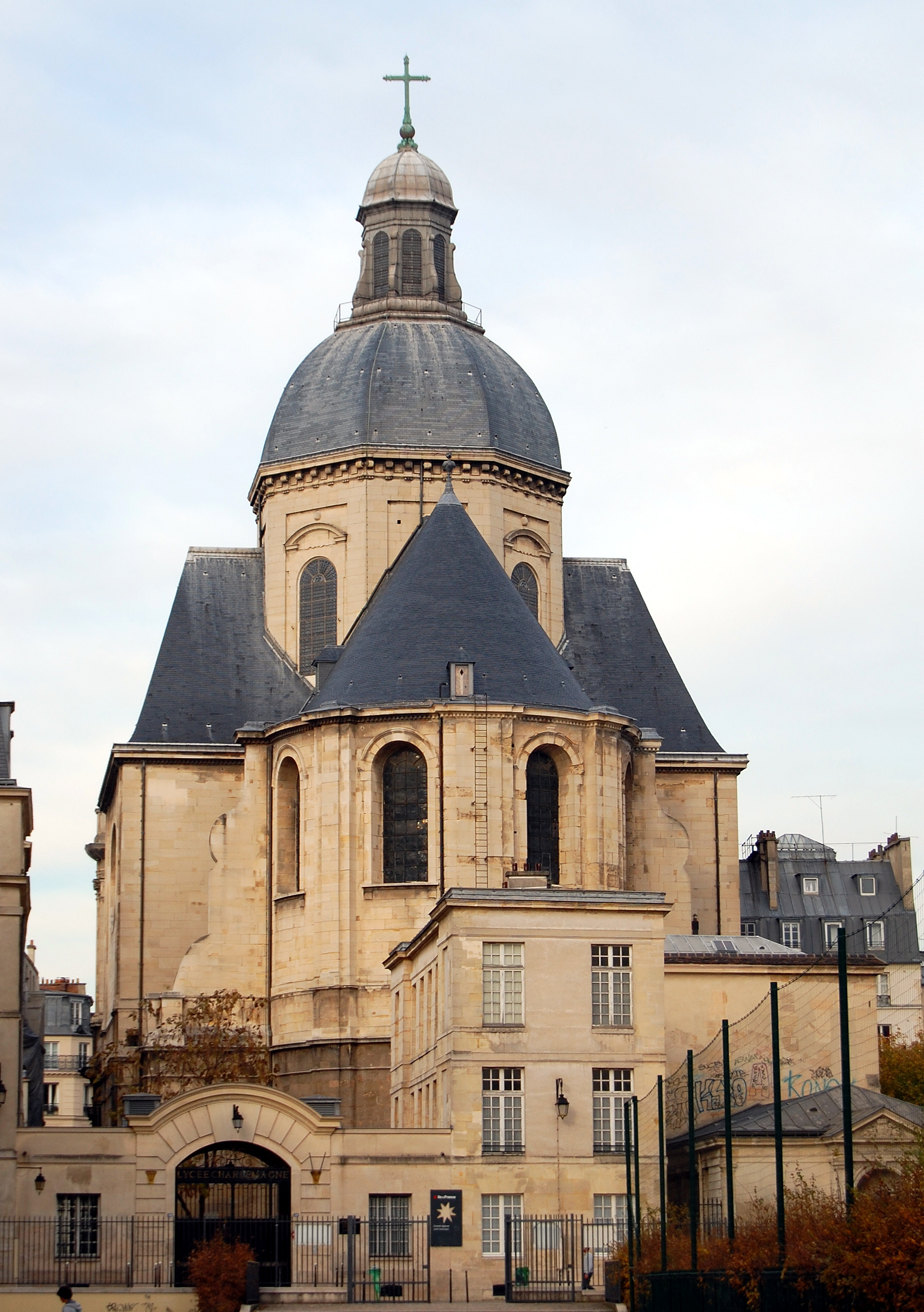
Église Saint-Paul-Saint-Louis, Paris IVe

## Biographie
François Derand entre au noviciat des Jésuites de Rouen le 24 avril 1611. Sa formation spirituelle initiale terminée il est envoyé au collège des Jésuites de La Flèche où il enseigne les  mathématiques pendant deux ans.
Derand est ordonné prêtre en 1622. Il réside d'abord à Rouen, puis à Rennes et est consulté pour les travaux de reconstruction de la Cathédrale Sainte-Croix d'Orléans. En 1629, il intervient à Paris pour achever l’Église Saint-Paul-Saint-Louis commencée par le frère jésuite Étienne Martellange. 
Il participe également à la supervision de divers travaux: le maître-autel de l’église des Jésuites de La Flèche mené par Pierre Corbineau puis publie en 1643 « L’architecture des voûtes », son traité de stéréotomie considéré comme un chef-d’œuvre.  Appelé la même année à Agde, il y meurt en 1644. Il est inhumé au collège de Béziers.

## Écrits
- L'Architecture des voûtes, París, 1643.